# لقمه‌ماهی لبه‌سیاه
لقمه‌ماهی لبه‌سیاه (نام علمی: Himantura marginata) نام یک گونه از سرده لقمه‌ماهی‌های شلاقی است.